# Shearella
Shearella is een geslacht van spinnen uit de  familie van de Tetrablemmidae.

## Soorten
- Shearella browni (Shear, 1978)
- Shearella lilawati Lehtinen, 1981
- Shearella selvarani Lehtinen, 1981